# واندیسا گوئیدا
واندیسا گوئیدا (به انگلیسی: Wandisa Guida) (زاده ۲۱ آوریل ۱۹۳۵) بازیگر ایتالیایی است.
از فیلم‌های معروف او می‌توان به بازی در فیلیپه دربلی،  قتل در گورستان اتروسک، سامسون در معادن شاه سلیمان و گلادیاتور رم اشاره کرد.